# Giovanni Mialich
Giovanni Deslav Mialich (Mira, 17 febbraio 1934 – Pietra Ligure, 7 settembre 2022) è stato un calciatore e allenatore di calcio italiano, di ruolo difensore.
Tra il 2004 e il 2006 è stato vicesindaco di Laigueglia.

## Carriera

### Giocatore
Cresciuto calcisticamente nella Mestrina dove esordisce in Serie C, viene ceduto alla Sampdoria dove esordisce diciannovenne nel 1953 in Serie A. Dopo tre campionati in cui non riesce a conquistare la maglia di titolare, viene ceduto nel 1955 al Palermo neoretrocesso in Serie B.
Diventa quindi centromediano titolare e contribuisce alla promozione dei rosanero conoscendo anche la soddisfazione di giocare una partita in Nazionale B ed un'altra in Nazionale Giovanile. Torna in Serie A e resta al Palermo un altro anno.
Nel 1957 passa al Bologna dove resta per tre stagioni. Nel 1960 passa al Napoli con cui retrocede.
Viene successivamente acquistato da Paolo Mazza per la sua SPAL a parziale conguaglio di Corelli, giocando poi un altro campionato da titolare a Ferrara e successivamente passando al Torino.
Dopo la stagione 1963-1964 senza presenze in Serie A con la SPAL, nel biennio 1964-1965 è allenatore-giocatore del Derthona.
Dopo due stagione con Martina, chiude la carriera agonistica nella Mestrina.
Ha disputato 167 partite in Serie A e 25 in Serie B senza mai andare in rete.

### Allenatore
Ha successivamente intrapreso la carriera di allenatore in diverse squadre di Serie C e Serie D come Montebelluna, Derthona, Martina, Treviso, Biellese, Mantova, Campobasso, Anconitana, Asti, Albenga, Ovada, Tempio, Savona, Santa Teresa di Gallura oltre all'Ascoli in Serie B nella stagione 1976-1977 (subentrò all'esonerato Enzo Riccomini).

## Palmarès

### Allenatore

#### Competizioni regionali
- Prima Categoria: 1

Derthona: 1964-1965, 1965-1966